# عبید خلیفه
عبید خلیفه (انگلیسی: Obaid Khalifa؛ زادهٔ ۱۳ آوریل ۱۹۸۵) یک ورزشکار اهل امارات متحده عربی است.
از باشگاه‌هایی که در آن بازی کرده‌است می‌توان به باشگاه فوتبال الاهلی امارات، باشگاه فوتبال الشارجه، و باشگاه فوتبال عجمان امارات اشاره کرد.
وی همچنین در تیم ملی فوتبال امارات متحده عربی بازی کرده است.